# Festival Internacional de Cinema de Cerdanya
El Festival Internacional de Cinema de Cerdanya és un festival de cinema anual que organitza la Cerdanya Film Commission i el Grup de Recerca de Cerdanya a la comarca de la Cerdanya. La primera edició, sota el nom de Certamen Internacional de Curtmetratges de Cerdanya, entre març i abril de 2010, inaugurada a Bolvir, transcorregué per diversos municipis cerdans i clogué a Puigcerdà, constava d'un concurs de curtmetratges. En posteriors edicions, sota el nom de Festival Internacional de cinema Independent i Curtmetratges de Cerdanya, amb la seu central al Museu Cerdà de Puigcerdà, anà incloent noves seccions i temàtiques com ara el cinema independent i els llargmetratges. Des de l'any 2015, el festival es consolida oferint projeccions durant tota una setmana i múltiples seccions (com ara els documentals etnogràfics o sessions infantils), trobades sectorials o tallers de filmació solidaris ja sota l'actual nom de Festival Internacional de Cinema de Cerdanya.
El Festival Internacional de Cinema de Cerdanya és el certamen cinematogràfic més rellevant del Pirineu i el segon de la província de Girona pel que fa al nombre de films rebuts, assolint fins a l'any 2015 més de 700 films de 52 països d'arreu del món, En 2018 es van presentar a concurs 1.293 films, dels que es van projectar 161, amb 2300 espectadors. En 2020 es van presentar a concurs 187 films a concurs i va ser dels pocs festivals presencials que s'han pogut fer donada la pandèmia de Covid-19.